# Margarinotus lecontei
Margarinotus lecontei är en skalbaggsart som beskrevs av Wenzel 1944. Margarinotus lecontei ingår i släktet Margarinotus och familjen stumpbaggar. Inga underarter finns listade i Catalogue of Life.